# Leugny, Yonne
Leugny är en kommun i departementet Yonne i regionen Bourgogne-Franche-Comté i norra Frankrike. Kommunen ligger i kantonen Toucy som tillhör arrondissementet Auxerre. År 2022 hade Leugny 317 invånare.

## Befolkningsutveckling
Antalet invånare i kommunen Leugny
| Referens: INSEE |